# 尼亞姆圖古
尼亞姆圖古（法語：Niamtougou）是多哥東北部的城市，由卡拉區負責管轄，位於卡拉以北28公里，海拔高度278米，市內有醫院、學校和公共圖書館，2022年人口27,132人。